# Josef Kočí (malíř)
Josef Kočí, křtěný Josef František (16. července 1880 Žižkov – 26. března 1961 Praha), byl český akademický malíř, grafik a ilustrátor.

## Život
Josef Kočí se narodil na Žižkově u Prahy v rodině kameníka Františka Kočího a jeho ženy Kateřiny rodem Kratochvílové, dcery řezníka z Kouřimi. Josef vyrůstal ještě se třemi sourozenci, starším bratrem Rudolfem (1878-1916) sochařem a štukatérem, který však padl v 1. sv. válce na italské frontě, mladším bratrem Františkem (1882-1960), rovněž sochařem a štukatérem a mladší sestrou Marií (*1892), která se však narodila již v Plzni a proslula později jako dramatická umělkyně. Později se rodina přestěhovala do Plzně, kde absolvoval veškerou školní docházku a později studoval dva roky v soukromé Krajíčkově grafické škole. Následně odešel do Prahy, kde v letech 1892-1906 navštěvoval Akademii výtvarných umění, školil se ateliéru pro figurální malbu u prof. Františka Ženíška.
Po ukončení akademického studia absolvoval v roce 1903 studijní cestu do Itálie a do Ameriky, kde se začal věnovat ilustrování. Po návratu do vlasti se usadil v Praze, kde od roku 1908 začal ilustrovat knihy pro Vilímkovo nakladatelství a pro nakladatelství Pavla Körbera (například Stará Praha v písničkách od E. A. Hrušky).
Kreslil rovněž ilustrace a karikatury pro Humoristické listy. 
Za války se v jeho tvorbě začaly objevovat sociální motivy, po válce se pod vlivem impresionistů přiklonil spíše k malbě a od roku 1930 se systematicky zabýval grafikou. Po celý svůj život zůstal svobodným. Josef Kočí zemřel v Praze 23. března roku 1961.
Josef Kočí byl ilustrátorem zejména historických děl, zvláště románů Ch.arlese Dickense. Maloval však i historické obrazy a v pozdějších letech se věnoval zobrazování zemědělské práce a skutečného života venkovského lidu. Rovněř byl členem JUV, Svazu západočeských výtvarných umělců, v letech 1933-41 pak spolku SVU Myslbek a v neposlední řadě pak od ruku 1947 členem Sdružení českých umělců grafiků Hollar.

## Výstavy

### Autorské
- 1920 Josef Kočí: Návrat vítězů po bitvě u Sudoměře, Topičův salon, Praha
- 1921 Josef Kočí: Apotheosa popravených staroměstských mučedníků, Topičův salon, Praha
- 1926 Josef Kočí: Slavnostní odevzdání prvního sokolského praporu Mánesova v sále Apolla v Praze dne 1. června 1862, Topičův salon, Praha
- 1943 Josef Kočí: Obrazy, kresby, akvarely, Galerie Hollar, Praha
- 1960 Josef Kočí: Ilustrace, grafika, studie, Galerie Hollar, Praha

## Zastoupení ve sbírkách (výběr)
- NG Praha
- GHMP[4]
- MGB[5]
- OGVJ[6]
- SGVUL[7]
- ZGP[8]